# 付費廁所

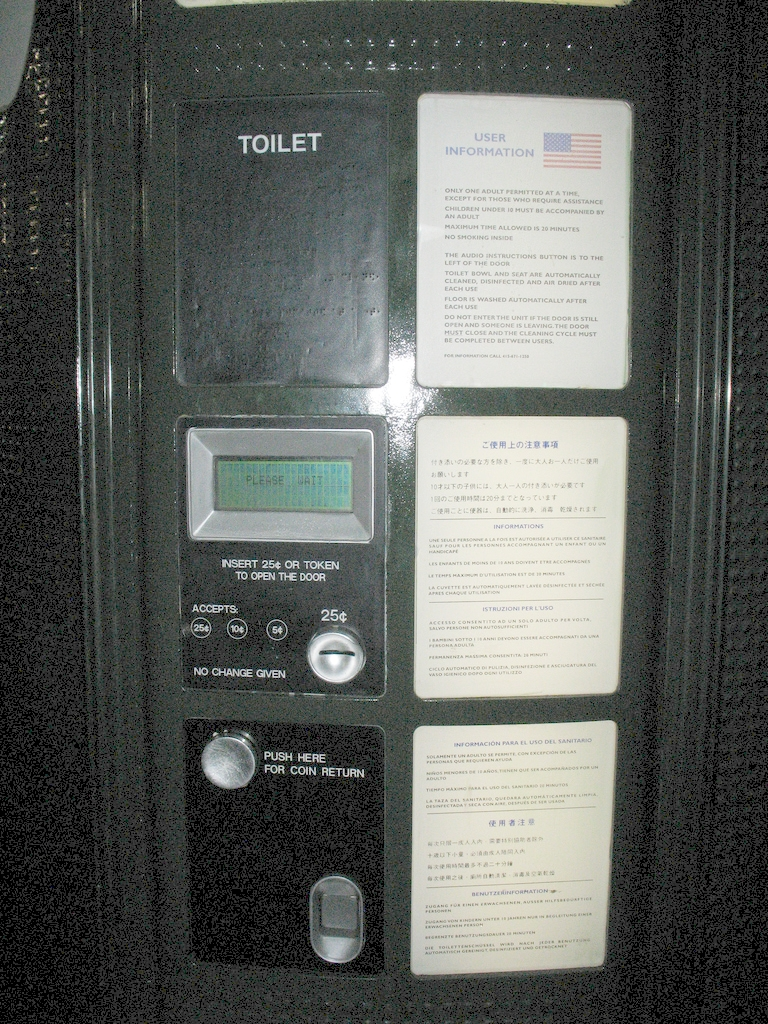
旧金山的一處收費廁所

付费厕所一般是街道傢具，也可以位于建筑物内，如购物中心、百货商店或火车站內。這類公共廁所为了维护设备會向如廁者收取费用。最早的付費廁所在公元前1世纪就出現了。通常如廁者直接付錢給廁所工作人员，有一些付費廁所帶有投币锁。還有一些厕所接受刷卡支付或无接触支付。有人可以使用代币进入付费厕所如廁。一些市政当局會向残疾人分發这些代币。一些场所，如咖啡馆和餐厅，也會向顾客提供代币，让他们可以免费使用厕所，但其他人上廁所必须支付相应的费用。
在英国，人們經常在巴士站和火车站附近看到付费厕所，但大多数公共厕所是免费的。